# UNI.T (雑誌)
UNI.T（ユニティー）は女子大生エコサークル『emanon』(エマノン)がプロデュースする年3回発行の女性向けファッション情報誌。

## 概要
2008年4月1日にフリーペーパーという形式で創刊し、2011年3月1日現在、発行部数は8万部。対象は15 - 29歳の都内の女性であり、中でも女子大生がメインターゲットである。内容は渋谷中心に発信するファッションと美容に関する記事がメインである。コンセプトは日常の可愛らしさ、カッコよさ等の多岐にわたる憧れの提案であるため、多くが読者モデルであり専属モデルは存在しなかったが、2011年3月発行のUNI.T vol.10では専属モデルの4名が発表された。

## 現行の専属モデル
- 上条百里奈
- 越亜由美
- 清水真実
- 竹下明希

UNI.T専属モデルではないがEDGE STYLE（双葉社）の専属モデルである友稀サナなど、ほぼレギュラーで誌面やファッションショーにゲスト出演するモデルもいる。

## UNI.Tイメージガールオーディション
2010年より行われるようになったUNI.Tイメージモデルオーディション。第1回目は渋谷のCLUB ATOMにて2010年4月27日。
- 第1回目グランプリ：清水真実　　準グランプリ：須田美咲・竹下明希

## 女子大生エコサークルemanon
エコをテーマに活動する女子大生サークルであり、いわゆるインカレサークルという形をとっている。サークルに参加する大学は以下の通りである。
- 東京大学
- 慶應義塾大学
- 早稲田大学
- 明治大学

- 青山学院大学
- 法政大学
- 成城大学
- 日本大学

- 学習院大学
- 共立女子大学
- 中央大学
- 上智大学